# Lophocampa albipuncta
Lophocampa albipuncta är en fjärilsart som beskrevs av Rothschild 1909. Lophocampa albipuncta ingår i släktet Lophocampa och familjen björnspinnare. Inga underarter finns listade i Catalogue of Life.